# Gubernatorstwo Kafsa
Gubernatorstwo Kafsa (arab. ولاية قفصة, fr. Gouvernorat de Gafsa) – jest jednym z 24 gubernatorstw w Tunezji, znajdujące się w centralno-zachodniej części kraju.

## Ważniejsze miasta
- Kafsa
- Metlaoui
- Redeyef
- Moulares

## Infrastruktura
Przez gubernatorstwo przebiega droga Susa-Tauzar-Algieria oraz linia kolejowa Susa-Tauzar (z odgałęzieniem do Ar-Rudajjif przez wąwóz Saldża).